# Comissário Residente de Porto Rico
O Comissário Residente de Porto Rico (em espanhol: Comisionado Residente de Puerto Rico) é um membro não-votante do Estados Unidos câmara dos Representantes eleitos pelos eleitores de Porto Rico a cada quatro anos. O comissário é o único membro da Câmara dos Representantes, que serve um mandato de quatro anos e funções em todos os aspectos como um congressista, exceto a ser negado o direito a um voto sobre a disposição final de legislação sobre o chão da Casa.
O actual comissário é Jenniffer González do Partido Novo Progressista (PNP) e filiados ao Partido Republicano (R) a nível nacional.